# Підліски (рослина)
Підліски, печіночниця(Hepatica) — рід квіткових рослин родини жовтецевих (Ranunculaceae). Інша назва — переліска.

## Опис
Це багаторічні рослини з кореневищами та прикореневими листками з довгими черешками і трилопатевими, розширеними біля основи серцеподібними листками, опушеними волосками. Квітконосні стебла поодинокі, виходять з пазух лускоподібних листків кореневища, опушені, одноквіткові, з покривалом з трьох цілісних зелених листочків, що зібрані кільцем біля основи квіток, нагадуючи чашечку.

## Класифікація
Рід містить 10 видів або це ж підвиди єдиного виду — підлісок звичайних. В Україні росте номінальний підвид підлісок звичайних.
- Hepatica nobilis = Підліски звичайні[3]

Європейські підвиди
- Hepatica nobilis var. pyrenaica = Hepatica pyrenaica (Піренеї)
- Hepatica nobilis var. nobilis  від Скандинавії до Альп
- Hepatica transsilvanica = Anemone transsilvanica (Fuss) Heuff.  Карпати

Азійські види
- Hepatica nobilis var. asiatica (Syn. Hepatica asiatica)

Японські види
- Hepatica nobilis var. japonica = Hepatica japonica, synonym Anemone hepatica var. japonica
- Hepatica nobilis var. pubescens = Hepatica pubescens, synonym Anemone hepatica var. japonica

Північноамериканські види
- Hepatica nobilis var. acuta = Hepatica acutiloba
- Hepatica nobilis var. obtusa = Hepatica americana